# Vandervoort (Arkansas)
Vandervoort es un pueblo ubicado en el condado de Polk en el estado estadounidense de Arkansas. En el Censo de 2010 tenía una población de 87 habitantes y una densidad poblacional de 115,43 personas por km².

## Geografía
Vandervoort se encuentra ubicado en las coordenadas 34°22′47″N 94°21′54″O / 34.37972, -94.36500. Según la Oficina del Censo de los Estados Unidos, Vandervoort tiene una superficie total de 0.75 km², de la cual 0.74 km² corresponden a tierra firme y (1.72%) 0.01 km² es agua.

## Demografía
Según el censo de 2010, había 87 personas residiendo en Vandervoort. La densidad de población era de 115,43 hab./km². De los 87 habitantes, Vandervoort estaba compuesto por el 98.85% blancos, el 0% eran afroamericanos, el 1.15% eran amerindios, el 0% eran asiáticos, el 0% eran isleños del Pacífico, el 0% eran de otras razas y el 0% pertenecían a dos o más razas. Del total de la población el 1.15% eran hispanos o latinos de cualquier raza.